# All Out 2024
All Out 2024 a fost un eveniment de wrestling pay-per-view⁠(d) (PPV) produs de All Elite Wrestling (AEW). A fost al șaselea eveniment anual All Out⁠(d) și a avut loc sâmbătă, 7 septembrie 2024, la Now Arena din suburbia Hoffman Estates⁠(d) din Chicago, Illinois. Aceasta a marcat cea de-a patra ediție a evenimentului în Chicago, după 2019, 2021 și 2022. De asemenea, evenimentul a fost difuzat sâmbăta pentru prima dată din 2020. All Out a avut loc anterior în weekendul Zilei Muncii și, deși evenimentul din 2024 fusese inițial programat pentru sărbătoarea de duminică, 1 septembrie, AEW a decis să amâne evenimentul cu o săptămână din cauza preocupărilor fanilor că acesta va avea loc la doar o săptămână după All În, precum anul precedent.
Douăsprezece meciuri au fost disputate la eveniment, inclusiv patru în pre-show-ul Zero Hour. În evenimentul principal, „Hangman” Adam Page l-a învins pe Swerve Strickland într-un meci Lights Out Steel Cage. În alte meciuri proeminente, Bryan Danielson l-a învins pe Jack Perry pentru a păstra AEW World Championship, Will Ospreay l-a învins pe Pac pentru a păstra AEW International Championship, iar în meciul de deschidere, MJF l-a învins pe Daniel Garcia.

## Rezultate
| Nu.                                                                         | Rezultate | Tipul de meci                                                               | Times |
| --------------------------------------------------------------------------- | --- | --------------------------------------------------------------------------- | ----- |
| 1P                                                                          | Acclaimed (Anthony Bowens and Max Caster) (cu Billy Gunn) invinge Iron Savages (Bronson and Boulder) (cu Jacked Jameson) by pinfall | Tag Team                                                                    | 8:10  |
| 2P                                                                          | Hologram, Sammy Guevara, and Dustin Rhodes invinge Premier Athletes (Tony Nese, Ari Daivari, and Josh Woods) (cu "Smart" Mark Sterling) by pinfall                                                                                                 | Trios                                                                       | 9:50  |
| 3P                                                                          | Bang Bang Gang (Austin Gunn, Colten Gunn, and Juice Robinson) invinge Dark Order (Evil Uno, Alex Reynolds, and John Silver) by pinfall | Trios                                                                       | 7:35  |
| 4P                                                                          | Undisputed Kingdom (Matt Taven, Mike Bennett, and Roderick Strong) invinge Beast Mortos and Shane Taylor Promotions (Shane Taylor and Lee Moriarty) and Action Andretti and Top Flight (Dante Martin and Darius Martin) (cu Leila Grey) by pinfall | Trios Triple Threat                                                         | 10:55 |
| 5                                                                           | MJF invinge Daniel Garcia by pinfall | Singles match                                                               | 23:41 |
| 6                                                                           | Young Bucks (Matw Jackson and Nicholas Jackson) (c) invinge Blackpool Combat Club (Claudio Castagnoli and Wheeler Yuta) by pinfall | Tag team match pentru AEW World Tag Team Championship                       | 15:44 |
| 7                                                                           | Will Ospreay (c) invinge Pac by pinfall | Singles match pentru AEW International Championship                         | 20:20 |
| 8                                                                           | Kris Statlander (cu Stokely Hathaway) invinge Willow Nightingale by submission | Chicago Street Fight                                                        | 15:00 |
| 9                                                                           | Kazuchika Okada (c) invinge Mark Briscoe, Orange Cassidy, și Konosuke Takeshita (cu Don Callis) by pinfall | Four-way match pentru AEW Continental Championship                          | 15:00 |
| 10                                                                          | Mercedes Moné (c) invinge Hikaru Shida by pinfall | Singles match pentru AEW TBS Championship Kamille was banned from ringside. | 16:30 |
| 11                                                                          | Bryan Danielson (c) invinge Jack Perry by pinfall | Singles match pentru AEW World Championship                                 | 27:31 |
| 12                                                                          | "Hangman" Adam Page invinge Swerve Strickland (cu Prince Nana) by knockout | Lights Out Steel Cage match                                                 | 31:30 |
| \| (c) \| – Campionul(ii) \| \| P \| – Meciul a fost difuzat în Pre-Show \| | |                                                                             |       |
| (c)                                                                         | – Campionul(ii) |                                                                             |       |
| P                                                                           | – Meciul a fost difuzat în Pre-Show |                                                                             |       |